# Chez Nous

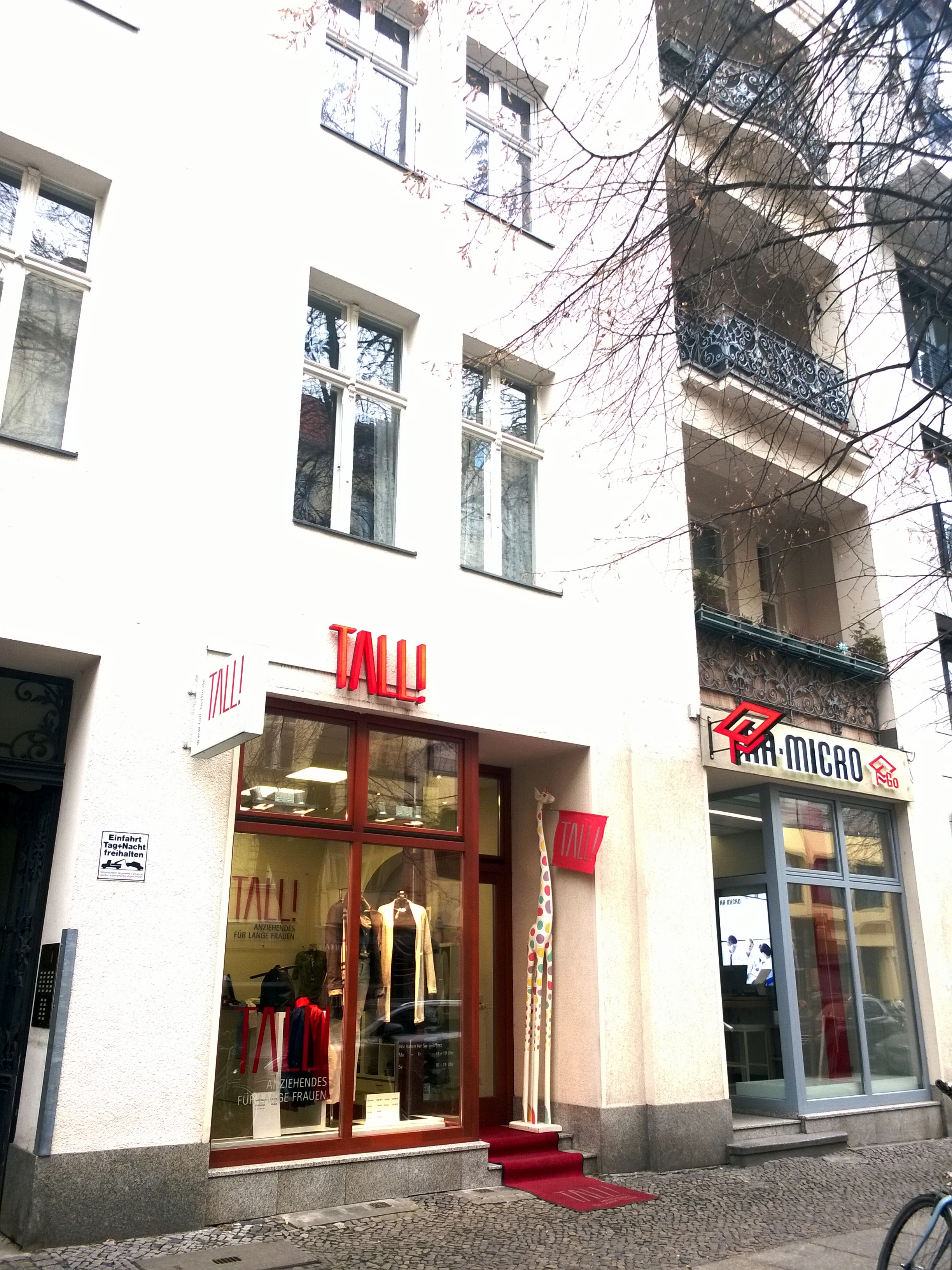
Gebäude des ehemaligen Chez Nous in der Marburger Straße, 2017

Das Cabaret Chez Nous (französisch „Bei uns“) war ein von 1958 bis 2008 bestehendes, europaweit bekanntes Travestietheater in Berlin-Charlottenburg.
Es befand sich in der Marburger Straße 14, sein Zuschauerraum umfasste etwa 120 Plätze. Durch Tourneen wurde es im gesamten deutschsprachigen Raum populär, und auch in der internationalen Szene war das Cabaret eine bekannte Institution. Bei seiner Schließung 2008 war es das älteste Travestietheater Deutschlands.

## Geschichte und Künstler
Das Chez Nous wurde 1958 in Berlin-Charlottenburg gegründet. Am Anfang machten Künstler wie Marcel André, Cheri Hell, Ricky Renée und Domino das Haus populär. Internationale Artisten und Sänger wie Pat & Patachou, Sonne Teal, Ramonita Vargas, Les femmes Mimiques, Mylena, Pepa Darena, Rita Jané, Cristina, Gloria Fox, Wanda Pierys, Dany Lamée, Joy Peters, Armand, Suleika, Terry LaTour, Blanche, Minouche, Stephanie Caroll, Orél und Angie Stardust unterhielten das Publikum über fast 50 Jahre. Viele Größen der Travestieszene aus Frankreich, besonders aus den Pariser Nachtclubs Le Carrousel und Chez Madame Arthur arbeiteten im Chez Nous, darunter Capucine, Everest, Yvana und Jacqueline-Charlotte Dufresnoy aka Coccinelle. Letztere durfte nach einer Operation bei Georges Burou 1958 als erste Transsexuelle in Frankreich ihren männlichen Vornamen in einen weiblichen ändern und wurde kirchlich getraut. Einer der Höhepunkte ihrer Karriere war die Revue im Pariser Olympia 'Cherchez la Femme'. Coccinelle ging noch 1980 mit dem Chez Nous auf Europatournee. Ein weiterer internationaler Star, Amanda Lear, kam 1962 vom Travestietheater Madame Arthur aus Paris und trat im Chez Nous mit einer Striptease-Show auf. Als ihr Gastspiel verlängert wurde, erhielt sie den Künstlernamen „Peki d'Oslo“. Ihre spätere Karriere als erfolgreiche Sängerin, TV-Moderatorin und Malerin machten sie zum internationalen Star.
Seit den 1960er Jahren half die Anwesenheit von Prominenz aus Film, Funk, Fernsehen und Bühne, die Travestie „salonfähig“ zu machen. Internationale Prominenz gab sich hier die Türklinke in die Hand. Das 20-jährige Jubiläum des Cabarets wurde europaweit in 312 Zeitungen gewürdigt. Anfang 2008 wurde das Haus in Berlin im 50. Jahr seines Bestehens geschlossen.
Es war Schauplatz einer Szene im Film Finale in Berlin (1966).

## Mitarbeiter
Bei der Choreographie und den Kostümen prägte lange Zeit Yvana, der auch für Marika Rökk arbeitete, das Bild des Chez Nous entscheidend mit. Danach war 20 Jahre lang der aus London stammende Le Boy als Choreograph tätig. Zum Schluss lag die Aufgabe der Choreographie und der Kostümbildnerei bei Manel Dalgó, der auch in der Show auftrat. Vor und hinter der Bar war seit 1978 Daisy St. Denise, ein „Urberliner Original“, Barfrau und Artiste Extraordinaire.

## Programm und Tourneen
Gezeigt wurden Verwandlungsshow, Komik, Tanz, Live-Gesang und Parodie nach dem Motto aus La Cage aux Folles: „Wir sind, was wir sind, und was wir sind, ist eine Illusion.“ Die unterhaltenden Darbietungen waren stets auf hohem künstlerischen Niveau angesiedelt. Die Artisten kamen aus ganz Europa und Übersee. Künstler aus dem Chez Nous traten des Öfteren im Fernsehen und in Kinofilmen auf, und das Lokal selbst diente einigen Filmen als Kulisse.
1975 ging Cabaretdirektor Thomas Schmieder erstmals mit einem zusätzlichen Programm auf Tournee; 150 Künstler aus aller Welt traten bis 2007 auf Bühnen in Deutschland, Österreich, der Schweiz, Holland und Frankreich auf. Darunter waren so renommierte Häuser wie das Deutsche Theater in München, De Kleine Komedie in Amsterdam, die Westfalenhalle in Dortmund, das Theater am Aegi in Hannover, das Theater Fauteuil in Basel, das Zuitplein Theater in Rotterdam und das Bernhard-Theater in Zürich.

## Diskografie
- 1967[3] – Die Herren Damen lassen bitten. Eine Nacht im „Chez Nous“[4][5]
- Mit Bruce, La Domino, Lana, Marcel André (auch Conférence), Pepa Darene, Everest; Musik: Franz Hintze und Ensemble
- 197x – Warme Nächte. Originale aus der „Bar Celona“ Hamburg und dem „Chez Nous“ Berlin[6][5]
- Mit Domino, Marcel André (auch Conférence im Chez Nous), Pepe Darena, Everest, Dominique, Cherie Hell (auch Conference in der Bar Celona), Pierre Gurvan, Tracy Lee, Ramonita Vargas
- 1975?[7] – (Cabaret Chez Nous Berlin präsentiert:) Herren als Damen[8]
- Mit Gloria Fox, Rita Jane (Lied 1: Wir sind gar nicht so), Cheri Hell, Everest, Christina
- 1979 – Herren als Damen. Live-Mitschnitt im „Chez Nous“, Berlin[9][5]
- Mit Everest, Mylena, Orél (Lied 1: Man nennt mich Orèl von der Haller-Revue), Rita Jane, Christina, Gloria Fox.
- 1985? – Herren als Damen. Live-Mitschnitt im „Chez Nous“, Berlin[10][11]
- Mit Angie Stardust, Orél, Dolly, Dany Lamée (Lied 1: Ich bin rund und gesund), Gloria Fox, Lady Jane
- 1988 – Herr…-liche Damen. Chez Nous-Show. Live-Mitschnitt im Theater des Westens und im Chez Nous[12][5]
- Mit Dany Lamée, Gloria Fox, Joy Peters, Lady Jane, Marcel Bijou, Orél
- 19xx – (Chez Nous Berlin prasentiert:) Travestie à la carte. Gags – Chansons – Frivole Witze. Liveaufnahme im Chez Nous Berlin[13][5]
- Mit Claudia, Orél (auch Conférence), PATACHOU, Lady Jane (auch Conférence), Armand, Gloria Fox.
- 19xx – (Herren als Damen): Gloria Fox – Da macht mir keiner was vor//Denn es ist wunderbar, Cabaret Chez Nous Berlin 45-906